# Partit Social Democràtic (Cap Verd)
El Partit Social Democràtic (PSD) és un partit polític de Cap Verd.

## Història
El PSD fou fundat per João Alem en 1992 com a escissió de la Unió Capverdiana Independent i Democràtica (UCID).A les eleccions legislatives de Cap Verd de 1995 només va rebre 1.030 vots (0,7%) i no va obtenir representació parlamentària
A les eleccions legislatives de Cap Verd de 2001 va rebre únicament 620 vots (0.5%). El seu vot va augmentar lleugerament a 702 vots (el 0,4%) a les eleccions legislatives de Cap Verd de 2006 però va caure dràsticament a 679 vots (el 0,2%) a les eleccions legislatives de Cap Verd de 2011.